# Ларс Айдінгер
Ларс А́йдінгер (нім. Lars Eidinger; 21 січня 1976, Західний Берлін) — німецький актор театру, кіно та телебачення, театральний режисер.

## Життєпис
Ларс Айдінгер народився в Західному Берліні в сім'ї інженера і дитячої медсестри. Ходив до школи Густава Гейнемана в районі Марієнфельде, яку також відвідував його брат. З раннього дитинства захоплювався акторською грою. У десятирічному віці вперше знявся у дитячій телепередачі «Бібі-Блока». У 1980 році Айдінгер знявся в молодіжному серіалі «СФБ». Бувши школярем, брав участь у спортивному і театральному гуртках і виступав у любительських виставах.
З 1995 по 1999 рік навчався на факультеті драми в Академії драматичних мистецтв «Ернст Буш». Навчаючись на другому курсі, Ларс грав у Берлінському Німецькому театрі. У 1999 році він увійшов до складу трупи театру «Шаубюне», ставши до кінця 2000-х років одним з найбільше задіяних акторів цієї сцени. Грав в цей період у безлічі постановок Томаса Остермайєра, чий режисерський стиль в основному сприяв творчому становленню Айдінгера в студентські роки. Грав і грає, поміж іншого, у низці постановок за п'єсами Шекспіра («Макбет» (2002), «Сон літньої ночі» (2006), «Гамлет» (2008, 2010, 2011, 2012), «Міра за міру» (2012), «Річард III» (2015)), що стало свого роду акторською «візитівкою» Айдінгера. Починаючи з 2008 року Ларс почав працювати в театрі «Шаубюне» ще і як режисер. Він поставив вистави «Розбійники» та «Ромео і Джульєтта».
На телеекрані Айдінгер дебютував у 2002 році з епізодичною роллю в серіалі «Маленькі Ейнштейни». Першою великою роботою в кіно стала роль у фільмі «Пристрасть не знає перешкод» (2009). Найбільшу популярність йому принесли ролі у фільмах «Гольціус і Пеліканяча компанія» (2012), «Зільс-Марія» (2014) та «Персональний покупець» (2016).
У 2016 році Ларс Айдінгер входив до складу журі 66-го Берлінського міжнародного кінофестивалю, очолюваного американською акторкою Меріл Стріп.
У 2017 році на екрани Росії вийшов фільм «Матильда» режисера Олексія Учителя, в якому Ларс зіграв цесаревича Миколу Олександровича. У Росії, після публікації в 2017 році трейлера «Матильди», Айдінгер став об'єктом нападів «православних активістів», що прагнуть запобігти демонстрації фільму в Російські Федерації, при цьому він неодноразово згадувався як «порноактор». У інтерв'ю російським ЗМІ Айдінгер неодноразово заперечував, що є таким. Так, в інтерв'ю порталу Meduza у червні 2017 року, Айдінгер припустив, що причиною цих чуток могла бути його роль у стрічці Пітера Гріневея «Гольціус і Пеліканяча компанія», де в одній зі сцен він з'являється голим з ерекцією (але без статевого акту). За його словами, в деяких із вистав театру «Шаубюне» він теж з'являвся на сцені голим, але далі цього справа не заходила і сцена у фільмі «Гольціус і Пеліканяча компанія» є на сьогодні «найвільнішою» з коли-небудь зіграних ним сцен. Айдінгер нагадав, що, проте, навряд чи кому-небудь прийде в голову назвати фільми Гріневея порнографією.

## Ставлення до України
Був серед підписантів відкритого листа німецькому бундесканцлеру Шольцу від 29.04.2022 з проханням обмежити постачання зброї Україні під час російського вторгнення 2022 року.

## Особисте життя
Ларс Айдінгер одружений з оперною співачкою Ульріке Айдінгер, з якою виховує доньку Едну. Мешкає з сім'єю у берлінському районі Шарлоттенбург.

## Фільмографія
Ролі в кіно
| Рік  |    | Українська назва                           | Оригінальна назва                               | Роль                |
| ---- | -- | ------------------------------------------ | ----------------------------------------------- | ------------------- |
| 2005 | ф  | Побачимось у Реджис Дебрі                  | See You at Regis Debray                         | Андревс Баадер      |
| 2007 | ф  | Наслідок                                   | After Effect                                    | Карстен Старел      |
| 2007 | кф | Німеччина твоя пісня                       | Deutschland deine Lieder                        | Фелікс              |
| 2008 | ф  | Торпедо                                    | Torpedo                                         |                     |
| 2009 | ф  | Пристрасть не знає перешкод                | Alle Anderen                                    | Кріс                |
| 2011 | ф  | Код синій                                  | Code Blue                                       | Конрад              |
| 2011 | ф  | Табу. Душі не місце на Землі               | Tabu — Es ist die Seele ein Fremdes auf Erden   | Георг Тракль        |
| 2011 | ф  | 2016: кінець ночі                          | Hell                                            | Філіп               |
| 2011 | ф  | Вікно в літо                               | Fenster zum Sommer                              | Філіпп Гобрехт      |
| 2012 | ф  | Усе, що залишиться                         | Was bleibt                                      | Marko Heidtmann     |
| 2012 | ф  | Гольціус і Пеліканяча компанія             | Goltzius and the Pelican Company                | Амос Кводфрі        |
| 2014 | ф  | Зільс-Марія                                | Clouds of Sils Maria                            | Клаус Дістервег     |
| 2014 | кф | Ларс і Джонатан: Берлінська дружба         | Lars & Jonathan: A Berlin Friendship            | Ларс Айдінгер       |
| 2015 | ф  | Дора, або Сексуальні неврози наших батьків | Dora oder Die sexuellen Neurosen unserer Eltern | Петер               |
| 2015 | ф  | Клятвена діва                              | Vergine giurata                                 | Бернард             |
| 2015 | ф  | Еліксир                                    | Elixir                                          | Жак                 |
| 2015 | ф  | Сімейна урочистість                        | Familienfest                                    | Макс                |
| 2016 | ф  | Персональний покупець                      | Personal Shopper                                | Інґо                |
| 2016 | ф  | Походження насильства                      | L'origine de la violence                        | доктор Еріх Вагнер  |
| 2016 | ф  | Вчорашній розквіт                          | Die Blumen von gestern                          | Тотіла Блумен       |
| 2017 | ф  | Тригрошовий фільм                          | Dreigroschenfilm                                | Бертольт Брехт      |
| 2017 | ф  | Матильда                                   | Матильда                                        | імператор Микола II |
| 2017 | ф  | Мерилін                                    | Maryline                                        | Ілан Кафман         |
| 2018 | ф  | На висоті                                  | High Life                                       | Чандра              |
| 2022 | ф  | Білий шум                                  | White Noise                                     | Арло Шелл           |
| 2025 | ф  | Джей Келлі                                 | Jay Kelly                                       |                     |

Ролі на телебаченні
| Рік       |    | Українська назва                   | Оригінальна назва                            | Роль                                     |
| --------- | -- | ---------------------------------- | -------------------------------------------- | ---------------------------------------- |
| 1970      | с  | Місце злочину                      | Tatort                                       | Кай Кортгалс                             |
| 1971      | с  | Телефон поліції — 110              | Polizeiruf 110                               | Альмандін Вінтер                         |
| 1998      | с  | Маленькі Ейнштейни                 | Schloss Einstein                             | Міхаель Цитен                            |
| 2002—2005 | с  | Берлін, Берлін                     | Berlin, Berlin                               | студент                                  |
| 2002—2015 | с  | Війна Фойла                        | Foyle's War                                  | Карл Штрассер                            |
| 2003      | тф | Нора                               | Nora                                         | Доктор Ренк                              |
| 2004      | тф | Войцек                             | Woyzeck                                      | унтер-офіцер                             |
| 2005      | с  | Товщина                            | Der Dicke                                    | Уве Гефнер                               |
| 2006      | тф | Гедда Габлер                       | Hedda Gabler                                 | Йорген Тесман, лектор з історії культури |
| 2007      | с  | Екстрений виклик: Околиця порту    | Notruf Hafenkante                            | Юрген Буровські                          |
| 2008      | тф | Авіньйон 2008 — Гамлет             | Avignon 2008 — Hamlet                        |                                          |
| 2010      | тф | Умови                              | Verhältnisse                                 | Данієль Бауман                           |
| 2013      | тф | Це твоя черга                      | Du bist dran                                 | Петер                                    |
| 2013      | тф | Ґрензганг                          | Grenzgang                                    | Томас Вейдманн                           |
| 2013      | тф | Клан — історія сім'ї Вагнера       | Der Clan — Die Geschichte der Familie Wagner | Зігфрід Вагнер                           |
| 2014      | тф | Проповідник                        | Der Prediger                                 | Жан-Джозеф Гайслер                       |
| 2015      | с  | Провина за Фердинандом фон Ширахом | Schuld                                       | Фріц Мейнерінг                           |
| 2015—2018 | с  | Восьме почуття                     | Sense8                                       | Себастьян Фугс                           |
| 2015      | тф | Річард III                         | Richard III                                  | Річард III                               |
| 2016      | тф | Терор — ваше судження              | Terror — Ihr Urteil                          | захисник пан Біглер                      |
| 2017      | с  | Британські СС                      | SS-GB                                        | доктор Оскар Гут                         |
| 2017      | с  | Вавилон-Берлін                     | Babylon Berlin                               |                                          |
| 2022      | с  | -                                  | Irma Vep                                     |                                          |
| 2023      | с  | Все те незриме світло              | All the Light We Cannot See                  | Райнхольд фон Румпель                    |

## Визнання
| Нагороди та номінації Ларса Айдінгера   | Нагороди та номінації Ларса Айдінгера | Нагороди та номінації Ларса Айдінгера           | Нагороди та номінації Ларса Айдінгера |
| Рік                                     | Категорія                             | Фільм                                           | Результат                             |
| --------------------------------------- | ------------------------------------- | ----------------------------------------------- | ------------------------------------- |
| Премія Німецької асоціації кінокритиків |                                       |                                                 |                                       |
| 2010                                    | Найкращий актор                       | Пристрасть не знає перешкод                     | Номінація                             |
| 2013                                    | Найкращий актор                       | Табу. Душі не місце на Землі Усе, що залишиться | Перемога                              |
| 2016                                    | Найкращий актор                       | Сімейна урочистість                             | Номінація                             |
| Німецька телевізійна премія             |                                       |                                                 |                                       |
| 2010                                    | Найкращий актор                       | Умови                                           | Номінація                             |
| 2013                                    | Найкращий актор                       | Телефон поліції — 110                           | Номінація                             |
| 2017                                    | Найкращий актор                       | Сімейна урочистість Терор — ваше судження       | Номінація                             |
| Австрійська кінопремія                  |                                       |                                                 |                                       |
| 2013                                    | Найкращий актор                       | Табу. Душі не місце на Землі                    | Номінація                             |
| Премія Grimme-Preis                     |                                       |                                                 |                                       |
| 2014                                    | Найкращий ігровий фільм               | Ґрензганг                                       | Перемога                              |
| Німецька кінопремія                     |                                       |                                                 |                                       |
| 2017                                    | Найкраща гра актора у головній ролі   | Вчорашній розквіт                               | Номінація                             |
| Премія «Юпітер»                         |                                       |                                                 |                                       |
| 2017                                    | Найкращий німецький актор телебачення | Терор — ваше судження                           | Номінація                             |